# Goran Karadžić
Goran Karadzić (cyr. Александар Гилић; ur. 22 grudnia 1974 w Belgradzie) – serbski koszykarz, grający na pozycji rzucającego obrońcy, bądź niskiego skrzydłowego.
Jako 19-latek zadebiutował w zespole Crvenej zvezdy Belgrad - zasłużonego klubu w starej Jugosławii. Występy w klubie z Belgradu zaowocowały powołaniem do młodzieżowej reprezentacji kraju, udającej się na mistrzostwa Europy w roku 1996. W tej reprezentacji, oprócz Karadžicia, grali m.in. Boštjan Nachbar, Predrag Drobnjak, a także późniejszy zawodnik Śląska Wrocław - Nikola Jestratijević, i Prokomu Trefla Sopot - Jovo Stanojević. Karadžić i spółka przywieźli z tej imprezy brązowy medal.
W sezonie 1998/1999 przyjechał do Polski na testy do Śląska, gdzie trenerem był Andrej Urlep. Karadžić jednak nie przekonał wrocławskiego szkoleniowca na tyle, by podpisano z nim kontrakt.
Serb, mimo tego, nie wyjechał z Polski, trafiając do drugoligowej wówczas Polonii Warszawa. Nie pomógł jednak warszawianom w uzyskaniu awansu do ekstraklasy i po sezonie wrócił do Jugosławii, gdzie niedługo później rozpoczęła się wojna.
Od czerwca do listopada 1999 nie grał w żadnym klubie. Na przełomie października i listopada przyjechał ponownie do Polski, podpisując kontrakt ze Śląskiem Wrocław. W debiucie w zespole z Wrocławia zdobył 4 pkt. w meczu z Cersanitem Nomi Kielce.

## Osiągnięcia
Na podstawie, o ile nie zaznaczono inaczej.
Drużynowe
- Mistrz:
  - Polski (2000)
  - Jugosławii (1994)
- Zwycięzca pucharu mistrzów Portugalii (2004)
- Finalista pucharu Jugosławii (1994)

Reprezentacja
- Brązowy medalista mistrzostw Europy U–22 (1996)[2]